# Hayato Sakurai
Hayato Sakurai (em japonês: 桜 井 速 人; Ryugasaki, 24 de agosto de 1975) é um lutador de artes marciais mistas japonês. Sakurai foi campeão peso meio médio do Shooto (até 76,2 kg), sendo considerado durante uma época um dos maiores lutadores peso-por-peso do mundo. Foi vice-campeão na classe Absoluto (sem limite de peso) no ADCC Submission Fighting em 1999, tendo pouco menos de 77 kg.
Seu apelido, "Mach", pronunciado ma-ra em japonês, foi uma homenagem ao seu ídolo de infância Higo Shigehisashi, mais conhecido como Mach Hayato, o primeiro lutador profissional japonês a adotar o estilo mexicano da Lucha Libre.

## Carreira nas Artes Marciais Mistas

### Shooto
Sakurai fez sua estréia profissional na organização Shooto em 4 de outubro de 1996 contra Caol Uno e venceu com uma finalização ambar. Depois disso teve uma incrível sequência de cinco anos sem derrotas e ainda foi campeão da categoria dos meio médios do Shooto (título conquistado em luta contra Jutaro Nakao em 13 de maio de 1998). Sakurai foi finalmente derrotado em agosto de 2001 pelo até então desconhecido e futuro campeão dos médios do  UFC Anderson Silva. Após a derrota Sakurai ainda sofreu um grande acidente de carro. Mesmo após o acontecimento inesperado ele viajou para os Estados Unidos para lutar contra o na época, campeão dos meio médios do  UFC Matt Hughes. Sakurai foi derrotado por nocaute técnico no quarto round.

### Retorno ao Japão e início no PRIDE
Depois de perder para Hughes, Sakurai fez lutas nos eventos Shooto e Deep até ser convidado a lutar no  PRIDE, o maior evento de luta Japonês da época. Durante esse tempo ele teve uma pequena queda de performance, muitas vezes perdendo para adversários que não estavam a sua altura teoricamente. Ele também tentou lutar na categoria dos médios, mas era claro que sua estrutura era pequena demais para esta categoria e isso impactava demais sua performance. Muitos diziam que a essa queda de desempenho aconteceu devido ao acidente de carro, isso teria abalado Sakurai mental e espiritualmente. No entanto, em 2005 Sakurai recuperou o foco e foi para os Estados Unidos para treinar com o prestigiado treinador norte-americano Matt Hume e a Pankration AMC. Após quatro vitórias impressionantes foi anunciado que ele iria cair para 73 kg a fim de participar do torneio  Pride Grand Prix na categoria dos leves. Apesar de sua carreira meteórica muitos questionavam se Sakurai poderia causar um impacto na divisão. Sakurai silenciou seus críticos, quando ele derrotou na mesma noite o ex-campeão do  UFC Jens Pulver e o ex-campeão do Shooto Joachim Hansen avançando assim para as finais do torneio. Em 31 de dezembro de 2005 Sakurai lutou  MMA contra o astro japonês Takanori Gomi na final do  Pride Grand Prix. Embora lutando com uma lesão no ligamento do joelho (ACL) ele teve boa atuação contra Gomi, dominando grande parte da luta a ponto de jogar Gomi sobre as cordas do ringue mas foi nocauteado na marca de 3:56 do primeiro round. Apesar da perda para Gomi, Sakurai continuou impressionando com suas performances. No  PRIDE Bushido 11, ele marcou um nocaute brutal sobre Olaf Alfonso. Em 26 de agosto de 2006 lutou contra Luciano Azevedo no  PRIDE Bushido 12. Depois de várias tentativas de ground-and-pound de Azevedo, os lutadores se afastaram. Sakurai então atingiu uma joelhada sobre o olho esquerdo de Azevedo, a luta então foi interrorompida pelo juiz e Sakurai venceu por nocaute técnico (corte).
Sakurai lutou contra Mac Danzig no  PRIDE 33. Sakurai venceu a luta por nocaute no segundo round. Em 3 de maio de 2008 Sakurai foi derrotado por David Baron após sofrer uma finalização no primeiro round. Em seguida, derrotou Kuniyoshi Hironaka por decisão unânime e também venceu Katsuyori Shibata por nocaute técnico no evento  K-1 Dynamite! 2008.

### DREAM
Em seguida, ele competiu no  Dream Welterweight Grand Prix, enfrentando o top ranking dos leves Shinya Aoki no Dream 8. Sakurai venceu de forma impressionante, batendo Aoki para fora em 27 segundos. Ele então perdeu no Dream.10 na semi-final do torneio para o eventual vencedor Marius Zaromskis. Após sofrer quatro derrotas consecutivas e muitas especulações de que o mesmo iria se aposentar, Sakurai lutou no evento Fight For Japan: Genki Desu Ka Omisoka 2011 contra Ryo Chonan (conhecido no Brasil por ser um dos poucos que já venceram o Anderson Silva no  MMA). Sakurai venceu a luta por decisão unânime.

### Vida Pessoal
Em dezembro de 2008, foi relatado no Japão a notícia de que um video de sexo envolvendo Sakurai tinha vazado na internet. Houve especulações de como isso afetaria a carreira Sakurai, já que ele é casado com outra mulher.

## Principais Títulos e Realizações
- DREAM
  -  DREAM 10 - Grand Prix Categoria Meio Médios - Semi-finalista

- PRIDE Fighting Championships
  - PRIDE Shockwave 2005 Grand Prix - Categoria dos Leves - Finalista]]

- Shooto
  -  Campeão do Shooto - Categoria Meio Médio  (1 vez)

## Cartel no MMA
| Cartel no MMA   |             |             |
| 53 lutas        | 38 vitórias | 13 derrotas |
| Por nocaute     | 12          | 5           |
| Por finalização | 10          | 4           |
| Por decisão     | 16          | 4           |
| Empates         | 2           | 2           |

| Res.    | Cartel  | Oponente           | Método                               | Evento                                      | Data                    | Round | Tempo | Local                  | Notas                                                                            |
| ------- | ------- | ------------------ | ------------------------------------ | ------------------------------------------- | ----------------------- | ----- | ----- | ---------------------- | -------------------------------------------------------------------------------- |
| Vitória | 38–13–2 | Wataru Sakata      | Nocaute Técnico (socos)              | Rizin World Grand-Prix 2016: Final Round    | 31 de dezembro de 2016  | 2     | 12:37 | Saitama, Japão         |                                                                                  |
| Derrota | 37–13–2 | Jae Suk Lim        | Nocaute Técnico (socos)              | Mach Dojo / Gladiator: Mach Festival        | 29 de setembro de 2013  | 1     | 5:21  | Tóquio, Japão          |                                                                                  |
| Vitória | 37-12-2 | Phil Baroni        | Decisão (unânime)                    | Dream 18                                    | 31 de dezembro de 2012  | 3     | 5:00  | Tóquio, Japão          |                                                                                  |
| Vitória | 36-12-2 | Ryo Chonan         | Decisão (unânime)                    | Fight For Japan: Genki Desu Ka Omisoka 2011 | 31 de dezembro de 2011  | 3     | 5:00  | Saitama, Japão         |                                                                                  |
| Derrota | 35-12-2 | Jason High         | Decisão (dividida)                   | Dynamite!! 2010                             | 31 de dezembro de 2010  | 3     | 5:00  | Saitama, Japão         |                                                                                  |
| Derrota | 35-11-2 | Nick Diaz          | Finalização (chave de braço)         | Dream 14                                    | 29 de maio de 2010      | 1     | 3:54  | Saitama, Japão         | Sem valer o Título                                                               |
| Derrota | 35-10-2 | Akihiro Gono       | Finalização (chave de braço)         | Dynamite!! 2009                             | 31 de dezembro de 2009  | 2     | 3:56  | Saitama, Japão         |                                                                                  |
| Derrota | 35–9–2  | Marius Žaromskis   | Nocaute (chute na cabeça)            | Dream 10                                    | 20 de julho de 2009     | 1     | 4:03  | Saitama, Japão         | DREAM Grand Prix - Categoria Peso-Médio - Semifinal                              |
| Vitória | 35–8–2  | Shinya Aoki        | Nocaute (joelhada e socos)           | Dream 8                                     | 5 de abril de 2009      | 1     | 0:27  | Nagoya, Japão          | DREAM Grand Prix - Categoria Peso-Médio - Abertura                               |
| Vitória | 34–8–2  | Katsuyori Shibata  | Nocaute Técnico (socos)              | Dynamite!! 2008                             | 31 de dezembro de 2008  | 1     | 7:01  | Saitama, Japão         |                                                                                  |
| Vitória | 33–8–2  | Kuniyoshi Hironaka | Decisão (unânime)                    | Dream 6                                     | 23 de setembro de 2008  | 2     | 5:00  | Saitama, Japão         |                                                                                  |
| Derrota | 32–8–2  | David Baron        | Finalização (guilhotina)             | Shooto: Shooto Tradition                    | 3 de maio de 2008       | 1     | 4:50  | Tóquio, Japão          |                                                                                  |
| Vitória | 32–7–2  | Hidetaka Monma     | Nocaute Técnico (socos)              | Dream 1                                     | 15 de março de 2008     | 1     | 4:12  | Saitama, Japão         |                                                                                  |
| Vitória | 31–7–2  | Hidehiko Hasegawa  | Decisão (unânime)                    | Yarennoka! 2007                             | 31 de dezembro de 2007  | 3     | 5:00  | Saitama, Japão         |                                                                                  |
| Vitória | 30–7–2  | Mac Danzig         | Nocaute (soco)                       | Pride 33                                    | 24 de fevereiro de 2007 | 2     | 4:01  | Las Vegas, Nevada, EUA |                                                                                  |
| Vitória | 29–7–2  | Luciano Azevedo    | Nocaute Técnico (intervenção médica) | Pride Bushido 12                            | 26 de agosto de 2006    | 1     | 4:35  | Nagoya, Japão          |                                                                                  |
| Vitória | 28–7–2  | Olaf Alfonso       | Nocaute (soco)                       | Pride Bushido Survival 2006                 | 4 de junho de 2006      | 1     | 1:54  | Saitama, Japão         |                                                                                  |
| Derrota | 27–7–2  | Takanori Gomi      | Nocaute (socos)                      | Pride Shockwave 2005                        | 31 de dezembro de 2005  | 1     | 3:56  | Saitama, Japão         | Final do GP de Leves do PRIDE para coroar o primeiro Campeão dos Leves do PRIDE. |
| Vitória | 27–6–2  | Joachim Hansen     | Decisão (unânime)                    | Pride Bushido 9                             | 25 de setembro de 2005  | 2     | 5:00  | Tóquio, Japão          | Semifinal do GP de Leves do PRIDE.                                               |
| Vitória | 26–6–2  | Jens Pulver        | Nocaute Técnico (socos)              | Pride Bushido 9                             | 25 de setembro de 2005  | 1     | 8:56  | Tóquio, Japão          | Abertura do GP de Leves do PRIDE.                                                |
| Vitória | 25–6–2  | Shinya Aoki        | Decisão (unânime)                    | Shooto – Alive Road                         | 20 de agosto de 2005    | 3     | 5:00  | Yokohama, Japão        |                                                                                  |
| Vitória | 24–6–2  | Milton Vieira      | Decisão                              | Pride Bushido 7                             | 22 de maio de 2005      | 2     | 5:00  | Tóquio, Japão          |                                                                                  |
| Derrota | 23–6–2  | Crosley Gracie     | Finalização (chave de braço)         | Pride Bushido 5                             | 14 de outubro de 2004   | 2     | 1:02  | Osaka, Japão           |                                                                                  |
| Vitória | 23–5–2  | Brady Fink         | Finalização (guilhotina)             | Pride Bushido 4                             | 19 de julho de 2004     | 1     | 4:08  | Nagoya, Japão          |                                                                                  |
| Derrota | 22–5–2  | Rodrigo Gracie     | Decisão (unânime)                    | Pride Bushido 2                             | 15 de fevereiro de 2004 | 2     | 5:00  | Yokohama, Japão        |                                                                                  |
| Vitória | 22–4–2  | Daiju Takase       | Decisão (unânime)                    | Pride Shockwave 2003                        | 31 de dezembro de 2003  | 3     | 5:00  | Saitama, Japão         |                                                                                  |
| Derrota | 21–4–2  | Ryo Chonan         | Nocaute Técnico (Corte)              | DEEP – 12th Impact                          | 15 de setembro de 2003  | 3     | 2:10  | Japão                  |                                                                                  |
| Vitória | 21–3–2  | Dave Menne         | Nocaute Técnico (corte)              | DEEP – 10th Impact                          | 25 de junho de 2003     | 2     | 2:02  | Japão                  |                                                                                  |
| Vitória | 20–3–2  | Ryuki Ueyama       | Decisão (unânime)                    | DEEP – 8th Impact                           | 4 de março de 2003      | 3     | 5:00  | Japão                  |                                                                                  |
| Derrota | 19–3–2  | Jake Shields       | Decisão (unânime)                    | Shooto – 2002 Year-End Show                 | 14 de dezembro de 2002  | 3     | 5:00  | Tóquio, Japão          |                                                                                  |
| Derrota | 19–2–2  | Matt Hughes        | Nocaute Técnico (socos)              | UFC 36                                      | 22 de março de 2002     | 4     | 3:01  | Las Vegas, EUA         | Pelo Cinturão Meio-Médio do UFC.                                                 |
| Vitória | 19–1–2  | Dan Gilbert        | Finalização (chave de calcanhar)     | Shooto – To The Top Final Act               | 16 de dezembro de 2001  | 1     | 1:52  | Tóquio, Japão          |                                                                                  |
| Derrota | 18–1–2  | Anderson Silva     | Decisão (unânime)                    | Shooto – To The Top 7                       | 26 de agosto de 2001    | 3     | 5:00  | Japão                  | Perdeu o Título de Campeão dos Médios do Shooto                                  |
| Vitória | 18–0–2  | Jean Louis Alberch | Decisão                              | GT – Golden Trophy 2001                     | 1 de março de 2001      | 2     | 3:00  | França                 |                                                                                  |
| Vitória | 17–0–2  | Frank Trigg        | Nocaute (joelhadas)                  | Shooto – R.E.A.D. Final                     | 17 de dezembro de 2000  | 2     | 2:25  | Tóquio, Japão          |                                                                                  |
| Vitória | 16–0–2  | Luiz Azeredo       | Decisão (unânime)                    | Shooto – R.E.A.D. 8                         | 4 de agosto de 2000     | 3     | 5:00  | Osaka, Japão           |                                                                                  |
| Vitória | 15–0–2  | Tetsuji Kato       | Decisão (Dividida)                   | Shooto – R.E.A.D. 2                         | 17 de março de 2000     | 3     | 5:00  | Tóquio, Japão          | Defendeu o Título de Campeão dos Médios do Shooto                                |
| Vitória | 14–0–2  | Haroldo Bunn       | Nocaute Técnico (socos)              | VTJ 1999 – Vale Tudo Japan 1999             | 11 de dezembro de 1999  | 3     | 1:31  | Tóquio, Japão          |                                                                                  |
| Vitória | 13–0–2  | Brad Aird          | Finalização (chave de braço)         | Shooto – Renaxis 2                          | 16 de julho de 1999     | 1     | 0:37  | Tóquio, Japão          |                                                                                  |
| Vitória | 12–0–2  | Marcelo Aguiar     | Decisão (unânime)                    | Shooto – 10th Anniversary Event             | 29 de maio de 1999      | 3     | 5:00  | Yokohama, Japão        |                                                                                  |
| Vitória | 11–0–2  | Jean Louis Alberch | Finalização (chave de braço)         | GT – Golden Trophy 1999                     | 20 de março de 1999     | 1     | 0:33  | França                 |                                                                                  |
| Vitória | 10–0–2  | Damien Riccio      | Decisão                              | GT – Golden Trophy 1999                     | 20 de março de 1999     | 1     | 5:00  | França                 |                                                                                  |
| Vitória | 9–0–2   | James Schiavo      | Finalização (chave de dedo)          | GT – Golden Trophy 1999                     | 20 de março de 1999     | 1     | 0:26  | França                 |                                                                                  |
| Vitória | 8–0–2   | Ademir Oliveira    | Nocaute (joelhada voadora)           | Shooto – DEVILOCK Fighters                  | 15 de janeiro de 1999   | 1     | 0:34  | Tóquio, Japão          |                                                                                  |
| Vitória | 7–0–2   | Sergei Bytchkov    | Finalização (chave de braço)         | VTJ 1998 – Vale Tudo Japan 1998             | 28 de outubro de 1998   | 1     | 4:59  | Japão                  |                                                                                  |
| Vitória | 6–0–2   | Ronny Rivano       | Finalização (mata-leão)              | Shooto – Las Grandes Viajes 4               | 29 de julho de 1998     | 1     | 1:10  | Tóquio, Japão          |                                                                                  |
| Vitória | 5–0–2   | Jutaro Nakao       | Decisão (unânime)                    | Shooto – Las Grandes Viajes 3               | 13 de maio de 1998      | 3     | 5:00  | Tóquio, Japão          | Ganhou o Título de Campeão dos Médios do Shooto                                  |
| Empate  | 4–0–2   | Marcelo Aguiar     | Empate                               | VTJ 1997 – Vale Tudo Japan 1997             | 29 de novembro de 1997  | 3     | 8:00  | Japão                  |                                                                                  |
| Vitória | 4–0–1   | Alex Cook          | Finalização (mata-leão)              | Shooto – Reconquista 4                      | 12 de outubro de 1997   | 1     | 1:09  | Tóquio, Japão          |                                                                                  |
| Vitória | 3–0–1   | Ali Elias          | Finalização (chave de braço)         | Shooto – Reconquista 3                      | 27 de agosto de 1997    | 1     | 1:23  | Tóquio, Japão          |                                                                                  |
| Vitória | 2–0–1   | Hiroyuki Kojima    | Decisão (unânime)                    | Shooto – GIG                                | 25 de junho de 1997     | 2     | 5:00  | Tóquio, Japão          |                                                                                  |
| Empate  | 1–0–1   | Takuya Kuwabara    | Empate                               | Shooto – Reconquista 1                      | 18 de janeiro de 1997   | 3     | 3:00  | Tóquio, Japão          |                                                                                  |
| Vitória | 1–0     | Caol Uno           | Finalização (chave de braço)         | Shooto – Let's Get Lost                     | 4 de outubro de 1996    | 1     | 2:52  | Tóquio, Japão          |                                                                                  |

## Ligações Externas
- «Site Oficial (em Japonês»)
- «Blog Oficial (em Japonês»)